# Oscar Pozzi
Oscar Pozzi (Lecco, 27 dicembre 1971) è un ex ciclista su strada italiano, professionista dal 1997 al 2004.

## Palmarès
- 1992 (G.S. Mecair)

Coppa Pinot La Versa
Giro della Valsesia
Coppa d'Argento Giovanni Brunero
- 1993 (G.S. Mecair)

Gran Premio Santa Rita
- 1995 (Panor-Ceramiche Pagnoncelli)

Trofeo Vinavil
- 1996 (S.C. Ceramiche Pagnoncelli)

Gran Premio Industria Commercio Artigianato Carnaghese
4ª tappa Giro d'Abruzzo (Tollo > Tollo)
Trofeo Pina e Mario Bazzigaluppi
Trofeo Circolo Sportivo Labor

## Piazzamenti

### Grandi Giri
- Giro d'Italia

1997: ritirato (14ª tappa)
1999: 49º
2000: 61º
2003: 74º
2004: 71º
- Tour de France

1998: 32º
2001: ritirato (16ª tappa)
2002: ritirato (12ª tappa)
- Vuelta a España

1999: 73º

### Classiche monumento
- Milano-Sanremo

1999: ritirato
2000: 102º
- Liegi-Bastogne-Liegi

1999: ritirato
2001: ritirato
2002: ritirato